# Mirkowo (gmina)
Mirkowo (bułg. Община Мирково) – gmina w zachodniej Bułgarii, w obwodzie sofijskim.

## Miejscowości
Lista miejscowości gminy Mirkowo:
- Benkowski (bułg. Бенковски),
- Brestaka (bułg. Брестака),
- Bunowo (bułg. Буново),
- Chwyrcził (bułg. Хвърчил),
- Kamenica (bułg. Каменица),
- Mirkowo (bułg. Мирково) - siedziba gminy,
- Smołsko (bułg. Смолско).